# Macquarie (rivière)
Pour les articles homonymes, voir Macquarie.
 (juin 2015).
Si vous disposez d'ouvrages ou d'articles de référence ou si vous connaissez des sites web de qualité traitant du thème abordé ici, merci de compléter l'article en donnant les références utiles à sa vérifiabilité et en les liant à la section « Notes et références ».
La Macquarie est une des principales rivières du versant ouest de la Cordillère australienne en Nouvelle-Galles du Sud.

## Géographie
Elle prend sa source dans les Central Highlands près de la ville d'Oberon.
Orientée nord-ouest, la rivière traverse les villes de Bathurst, Wellington, Dubbo et Warren pour se jeter dans les marais Macquarie puis la rivière Barwon.

## Aménagements
Le barrage de Burrendong est un grand barrage près de Wellington qui stocke les eaux de la Macquarie et de son affluent, la Cudgegong, pour le contrôle du débit et l'irrigation.

## Étymologie
La rivière doit son nom à l'ancien gouverneur de la Nouvelle Galles du Sud, Lachlan Macquarie.